# Бранислав Петрушевић
Бранислав Петрушевић — Петрући (Пећ, 9. мај 1955 — Београд, 9. новембар 2019) био је српски глумац.

## Биографија
Завршио је Факултет организационих наука Универзитета у Београду, смер Кибернетика.
Петрући је своју каријеру започео на радију, у радијском програму Индексово радио позориште, где је заједно с колегама стварао забавни програм. Теме су им на почетку биле студенти и газдарице, а од 1981. године почели су радити вруће политичке, озбиљне емисије. У првом програму радија Београд сарађивао је у емисијама „Време спорта и разоноде”, „Радио спорт”, „Радио 202.” и другим.
Он је остао и у новом издању пројекта „Индексово позориште“, са којим је освојило Оскар популарности. После 2000, заједно са Слободаном Бићанином Бићком и Марком Стојановићем Маркосом био је и члан „Индексоваца“, чија је прва представа „Избори – јер сте ви то тражили“, премијерно изведена 12. новембра 2003, играна 100 пута и имала више од 85 хиљада гледалаца, не рачунајући ДВД снимке.
Глумио је још у разним представама и учествовао у бројним емисијама. Неке од њих су: “Компликовани пренос”, “Исус се враћа кући”, “Три прасета”, "Не остављај ме самог док химна свира”, “Источно од Рајха”, “Брат и мир”, “Свет или ништа”, “За шаку гласова”, “У кући Великог брата”, “Дно брате”, “Тамо далеко је сунце” и многим другим.
Године 1984. Петрући је глумио у филмској комедији Мољац, редитеља Миће Милошевића. Радња филма је о глумцу Миодрагу Андрићу који тумачи главни лик Мољца. Филм је написан према сценарију Синише Павловића, Милана Живковића и Јована Марковића. У том филму Бранислав Петрушевић глуми лика по имену Петрући.
Бранислав Петрушевић Петрући је 1990. године глумио у музичкој комедији Хајде да се волимо 3, трилогији филма из 1987. године коју је режирао Александар Ђорђевић. Филм је доживио велику популарност, и у биоскопима га је погледало око пет милиона гледалаца.
Петрући је на сцени Комбанк дворане 26. марта 2019. обележио својих 40. година каријере изводећи стенд-ап шоу Свремеплов. У свом богатом репертоару Петрући је играо у представама “Тито у рају”, “Бој на Косову”, “Са које стране решетака је затвор”, “Кладионица – наша најразвијенија привредна грана”, “Брзе пруге”, “Yуго како то гордо звучи”, “Викенд акција” “Избори без избора” и другима.
Године 2013. је био учесник ријалитија ВИП Велики брат.
Преминуо је 9. новембра 2019. у Београду. Иза себе је оставио супругу Наду и синове Марка и Матеју. Кремиран је 15. новембра на београдском Новом гробљу.